# Płocka Noc Kabaretowa
Płocka Noc Kabaretowa – impreza kabaretowa, odbywająca się zazwyczaj w pierwszy tydzień maja w płockim amfiteatrze od roku 2007. Biorą w niej udział wykonawcy z całej Polski. Prowadzącymi są różne kabarety. Od 2016 spektakl transmituje Polsat, z kolei od 2007 do 2015 transmisja miała miejsce w TVP2.

## Edycje festiwalu
Edycje festiwalu miały swój temat przewodni od 2011 roku. Dotychczasowe edycje Płockiej Nocy to:
- 2007 – I Płocka Noc Kabaretowa[1] (30.06.2007[2]) 
  - Wystąpili: Paranienormalni, Grzegorz Halama Oklasky, Kabaret Moralnego Niepokoju, Neo-Nówka, Jacek Ziobro, Kabaret Młodych Panów
  - prowadzenie: Artur Andrus
- 2008 – II Płocka Noc Kabaretowa[3]
  - Wystąpili: Kabaret pod Wyrwigroszem, Paranienormalni, Łowcy.B, Krzysztof Piasecki, Kabaret Skeczów Męczących, Babeczki z rodzynkiem
  - prowadzenie: Tomasz Jachimek
- 2009 – III Płocka Noc Kabaretowa Gorączka majowej nocy[4] (3.05.2009[5]) 
  - Wystąpili: Paranienormalni, Kabaret pod Wyrwigroszem, Koń Polski, Formacja Chatelet, Kabaret Skeczów Męczących, Krzysztof Piasecki, Kabaret Młodych Panów, Kabaret Grabiego Marka
  - prowadzenie: Kabaret pod Wyrwigroszem
- 2010 – IV Płocka Noc Kabaretowa[6] (1.05.2010[7]) 
  - Wystąpili: Neo-Nówka, Paranienormalni, Kabaret Skeczów Męczących, Formacja Chatelet, Marcin Daniec, Grzegorz Halama, Kabaret Nowaki, Smile, Katarzyna Piasecka, Grupa MoCarta
  - prowadzenie: Paranienormalni, Kabaret Nowaki
- 2011 – V Płocka Noc Kabaretowa Gala nad galami[8] (21.05.2011) 
  - Wystąpili: Paranienormalni, Kabaret pod Wyrwigroszem, Neo-Nówka, Łowcy.B, Jurki, Kabaret Skeczów Męczących, Formacja Chatelet, Kabaret Nowaki, Jacek Ziobro, Babeczki z Rodzynkiem, Krzysztof Piasecki
  - prowadzenie: Paranienormalni, Kabaret Nowaki
- 2012 – VI Płocka Noc Kabaretowa Jestem gwiazdą[9] (3.05.2012[10]) 
  - Wystąpili: Kabaret Moralnego Niepokoju, Kabaret Skeczów Męczących, Paranienormalni, Kabaret Nowaki, Andrzej Grabowski, Kabaret Młodych Panów, Formacja Chatelet, Kabaret Smile, Koń Polski, Kacper Ruciński, Słoiczek po cukrze, Kabaret Chyba, Norbi
  - prowadzenie: Paranienormalni, Kabaret Nowaki
- 2013 – VII Płocka Noc Kabaretowa Kabaretowa apokalipsa[11] (3.05.2013[12]) 
  - Wystąpili: Paranienormalni, Łowcy.B, Kabaret pod Wyrwigroszem, Kabaret Nowaki, Kabaret Ciach, Kabaret Skeczów Męczących, Formacja Chatelet, Ireneusz Krosny, Krzysztof Piasecki, Tamara Arciuch i Bartek Kasprzykowski
  - prowadzenie: Paranienormalni
- 2014 – VIII Płocka Noc Kabaretowa Kabaretowe igrzyska[13] (1.05.2014[14]) 
  - Wystąpili: Paranienormalni, Kabaret Skeczów Męczących, Kabaret Rak, Formacja Chatelet, Kabaret Nowaki, K2, Artur Andrus, Katarzyna Pakosińska, Jerzy Kryszak, Kabaret Czesuaf, Weźrzesz, Jacek Ziobro
  - prowadzenie: Paranienormalni
- 2015 – IX Płocka Noc Kabaretowa[15] (2.05.2015) 
  - Wystąpili: Kabaret Skeczów Męczących, Kabaret pod Wyrwigroszem, Kabaret Młodych Panów, Kabaret Nowaki, K2, Formacja Chatelet, Weźrzesz, Rewers, Marian Opania, Katarzyna Pakosińska
  - prowadzenie: Kabaret Nowaki i K2
- 2016 – X Płocka Noc Kabaretowa Roześmiane Rio (1.05.2016) 
  - Wystąpili: Paranienormalni, Kabaret Nowaki, Łowcy.B, Kabaret Skeczów Męczących, Formacja Chatelet, Marian Opania i Wiktor Zborowski, K2, Weźrzesz, Czołówka Piekła, Artur Andrus,
  - prowadzenie: Kabaret Nowaki i K2
- 2017 – XI Płocka Noc Kabaretowa Kobieta Pracująca[16] (30.04.2017) 
  - Wystąpili: Paranienormalni, Kabaret Skeczów Męczących, Kabaret Młodych Panów, Marcin Daniec, Formacja Chatelet, Mikołaj Cieślak i Izabela Dąbrowska, Kabaret K2, Kabaret A Jak!
  - prowadzenie: Kabaret Nowaki i Katarzyna Pakosińska
- 2018 – XII Płocka Noc Kabaretowa Jedziemy na Mundial[17] (6.05.2018)
  - Wystąpili: Kabaret Skeczów Męczących, Igor Kwiatkowski, Kabaret pod Wyrwigroszem, Cezary Pazura, Kabaret Jurki, Adam Małczyk, Kabaret K2, Kabaret Czesuaf i Kabaret na Koniec Świata
  - prowadzenie: Kabaret Nowaki
- 2019 – XIII Płocka Noc Kabaretowa Polska mistrzem Polski (18.05.2019)
  - prowadzenie: Kabaret Nowaki

## Kontrowersje
1 maja 2016 stacja TVP2 miała transmitować X Płocką Noc Kabaretową. Jednak festiwal został zdjęty z ramówki. Jak wyjaśnił dyrektor telewizji, scenariusz gali był niekompletny, a jego poprawki odrzucone. W związku z tym galę można było obejrzeć przed telewizorem dopiero 4 czerwca za pośrednictwem telewizji Polsat.